# Pedicularis cristatella
Pedicularis cristatella är en snyltrotsväxtart som beskrevs av Francis Whittier Pennell och H.L. Li. Pedicularis cristatella ingår i släktet spiror, och familjen snyltrotsväxter. Inga underarter finns listade i Catalogue of Life.